# Godigisel
Godigisel (359–406) je bil kralj Hasdinških Vandalov do svoje smrti leta 406. Ni jasno, kdaj ali kako je postal kralj; vendar je leta 405 ustanovil in vodil koalicijo germanskih ljudstev, vključno z Hasdinškimi Vandali, Silinškimi Vandali, Svebi in drugimi iz Panonije z namenom vdora v rimsko Galijo. Pred prečkanjem reke Ren v Galijo je bil ubit v vandalsko-frankovski vojni, verjetno konec leta 406. Kmalu po njegovi smrti (tradicionalno datirana na 31. december 406) je ta skupina Vandalov in njihovih zaveznikov prečkala reko Ren na ozemlje Rimskega cesarstva, morda v času, ko je bil zamrznjen.
Godigisela je nasledil njegov najstarejši preživeli sin Gunderik, ki je popeljal Vandale v Galijo in oktobra 409 v Hispanijo. Toda Godigisel je bil najbolj znan kot Genserikov oče, ki je nasledil Gunderika na kraljevskem položaju leta 428 in vladal 49 let ter ustanovil močno kraljestvo v Severni Afriki. 